# ماریانو ونانسیو
ماریانو ونانسیو (اسپانیایی: Mariano Venancio‎؛ زادهٔ ۱۹۴۷) بازیگر اهل اسپانیا است.
از فیلم‌هایی که وی در آن‌ها نقش داشته است، می‌توان به کامینو اشاره نمود.